# Smugowatość ziemniaka

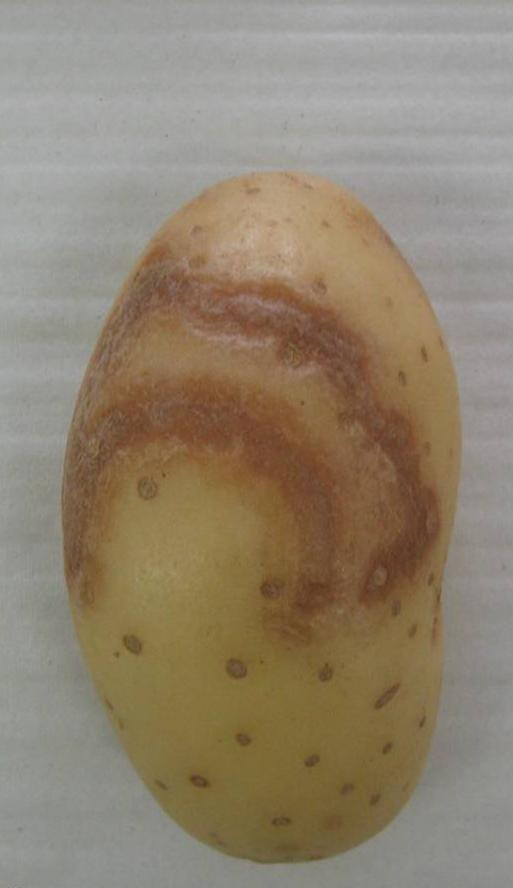

Smugowatość ziemniaka (ang. potato acropetal necrosis, potato leaf-drop streak, potato mottle, potato severe mosaic, potato stipple streak) – wirusowa choroba ziemniaka wywoływana przez wirusa Y ziemniaka (Potato virus Y, PVY).

## Występowanie i szkodliwość
Smugowatość należy do najważniejszych chorób wirusowych ziemniaka. Wywołujący ją wirus PVY infekuje wiele gatunków roślin, wśród roślin uprawnych o znaczeniu ekonomicznym są to: ziemniak (Solanum tuberosum), tytoń (Nicotiana tabacum), pomidor (Solanum lycopersicum) i papryka (Capsicum spp.). Poziom uszkodzeń upraw zależy od szczepu PVY infekującego rośliny, ładunku wirusowego, czasu, w którym następuje infekcja, a także tolerancji gospodarza na wirusa. Odporność na infekcję PVY u gospodarzy jest w wielu przypadkach niska. Infekcja pola ziemniaków przez PVY może ostatecznie skutkować 10–100% utratą plonów.

## Objawy
Jeżeli zainfekowany został pęd nadziemny, pierwszym objawem choroby jest mozaika na liściach mająca postać nekrotycznych plamek i pierścieni. Brunatne smugi pojawiają się również na ogonkach liściowych i łodygach. Jeżeli roślina wyrosła z zainfekowanej bulwy, objawy są podobne, ale silniejsze, ponadto na liściach takich roślin pojawia się kędzierzowatość, z czasem stają się kruche i usychają, ale przez długi czas pozostają na łodygach zwisając z nich. Objawy takie obserwuje się głównie na dolnych liściach. Porażone rośliny rosną słabo i tworzą mniej bulw, są one też mniejsze. Jeżeli do rozmnażania używa się bulwy porażone przez smugowatość, to z każdym rokiem rosnie nasilenie choroby. Po kilku latach uprawy roślina w ogóle przestaje wytwarzać bulwy.
Wirus powoduje także drobnienie bulw ziemniaka, przenoszony jest mechanicznie z bulwami oraz przez mszyce.

## Epidemiologia
Źródłami infekcji pierwotnej najczęściej są rośliny wyrosłe z zainfekowanych wirusem bulw. Mogą to być bulwy użyte jako sadzeniaki, lub pozostałe po wykopkach w ziemi. Czasami infekcja może nastąpić od zainfekowanych chwastów rosnących w pobliżu plantacji ziemniaków. Wirusy z nich przenoszone są na kłujkach przez mszyce. Badania wykazały, że nie są one w stanie przenieść wirusa na odległość większą niż 800 m. Wirus może też być przenoszony przez maszyny i ręce ludzi, ale ta droga jego rozprzestrzenienia się nie odgrywa większej roli. Nasilenie choroby zależy głównie od warunków wpływających na rozwój populacji mszyc. Związane to jest z pogodą; największe nasilenie choroby następuje w ciepłe lata oraz w rejonach o cieplejszym klimacie. Silne wiatry oraz częste i ulewne opady ograniczają epidemię.
Wirus z liści poprzez łyko w łodygach stopniowo przemieszcza się w dół rośliny i infekuje bulwy. Jeśli infekcja nastąpi w sezonie wegetacyjnym późno, nać ziemniaków zaschnie, zanim wirus zdąży się przemieścić do bulw.

## Ochrona
- Najważniejsze jest używanie do sadzenia tylko bulw wolnych od wirusa, wyprodukowanych w specjalistycznych gospodarstwach i mających atesty[5]
- Do uprawy należy wybierać odmiany o dużej odporności na smugowatość. Dane o tym są publikowane i aktualizowane przez Instytut Hodowli i Aklimatyzacji Roślin. Jest 9-stopniowa skala odporności na tę chorobę, są odmiany o odporności 5-7, a nawet 8 i 9. Odmiany jadalne są z reguły mniej odporne, niż odmiany skrobiowe[5]
- W sezonie wegetacyjnym należy zwalczać mszyce przenoszące wirusa. Dane o terminach opryskiwań na mszyce są publikowane w terminarzach ochrony roślin[5]
- Zaleca się możliwie wczesne sadzenie, a nawet sadzenie bulw podkiełowanych, by rośliny zdążyły jak najlepiej rozwinąć się przed okresem masowego pojawu mszyc[5]
- Zaleca się przy użyciu środków chemicznych wcześniejsze niszczenie naci pod koniec sezonu wegetacyjnego, by zapobiec przedostawaniu się wirusa do bulw[5].